# برنهارد فلايشمان
برنهارد فلايشمان (بالألمانية: Bernhard Fleischmann)‏ هو ملحن نمساوي، ولد في 1975 في فيينا في النمسا.

## وصلات خارجية
- الموقع الرسمي
- برنهارد فلايشمان على موقع IMDb (الإنجليزية)
- برنهارد فلايشمان على موقع ألو سيني (الفرنسية)
- برنهارد فلايشمان على موقع ميوزك برينز (الإنجليزية)
- برنهارد فلايشمان على موقع أول موفي (الإنجليزية)
- برنهارد فلايشمان على موقع ديسكوغز (الإنجليزية)
- برنهارد فلايشمان على موقع قاعدة بيانات الفيلم (الإنجليزية)
- برنهارد فلايشمان على موقع كينوبويسك (الروسية)